# Alvan (músico)
Alexis Morvan-Rosius (Lorient, França, 17 de março de 1993), conhecido artisticamente como Alvan, é um cantor francês que irá representar a França no Festival Eurovisão da Canção 2022, juntamente com o grupo Ahez.

## Discografia

### EPs
- Home (2016)

### Singles
- "Dame de cœur" (2016)
- "Kangei" (2016)
- "Pure" (2016)
- "Bodhyanga" (2016)
- "Sanzel" (2016)
- "Amazone" (2017)
- "Damiana" (em colaboração com Velvet) (2018)
- "Indolove" (em colaboração com Keybeaux) (2019)
- "Move On" (2019)
- "Anything" (2021)
- "Fulenn" (com Ahez) (2022)